# Roji

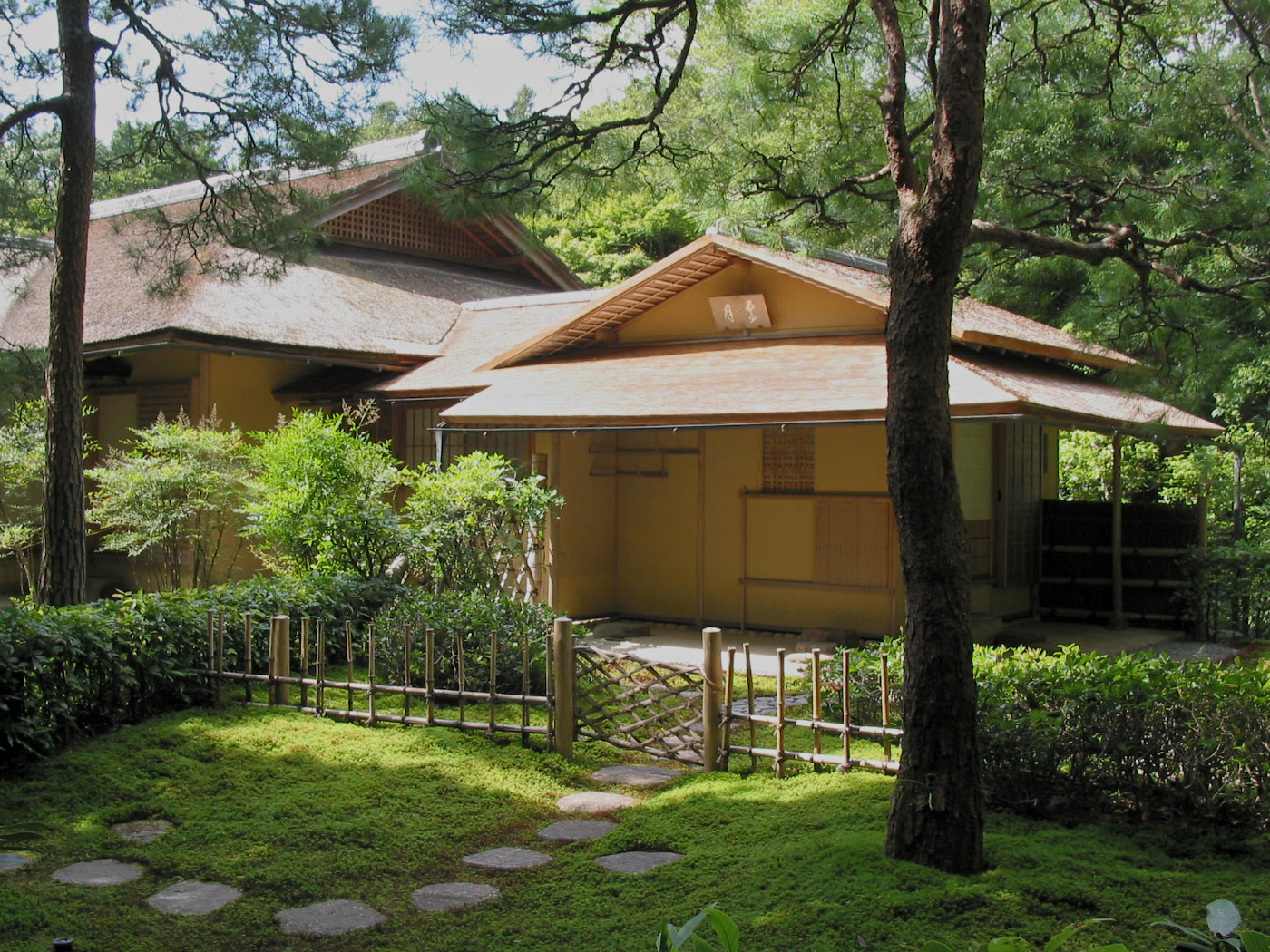
Roji que conduz ao chashitsu Seigetsu em Ise-jingū. Os característicos caminhos de pedra, variedades de musgo, bambu, um portão e divisórias entre os jardins interiores e exteriores.

Roji (露地, lit. "terra húmida") é o termo japonês empregue para designar o jardim japonês a partir do qual se atravessa para o chashitsu para a realização da cerimónia do chá. Os roji geralmente cultivam a ideologia artística do wabi-sabi.

## História
Através do Zen, com a introdução da cerimónia do chá no Japão do Período Azuchi-Momoyama (1573-1613), surgem as casas de chá (chashitsu) e os jardins a elas correspondentes. Nesta concepção, a natureza liga-se através do jardim o qual passa a ligar-se à arquitetura. O roji dá o acesso à casa de chá. A composição deste acesso é o mais natural possível, procurando trazer a atmosfera quieta de uma montanha, através de árvores, flores e de vegetação. Na verdadeira concepção do espaço, o roji não é um jardim, mas antes uma passagem para a casa de chá, com o propósito de preparar a mente para o repouso mental e espiritual, necessários para a cerimónia do chá. Diz-se que Sen no Rikyū desempenhou um importante papel no desenvolvimento do roji. No jardim da sua casa de chá em Sakai, Rikyū plantou sebes para obscurecer a vista sobre o Mar Interior de Seto, a qual só pode ser observada quando os visitantes se debruçam sobre a bacia tsukubai.